# Ilja Venäläinen
Ilja Venäläinen (Kuopio, 27 settembre 1980) è un ex calciatore finlandese, di ruolo attaccante.

## Palmarès

### Club

#### Competizioni nazionali
- Ykkönen: 3

KuPS: 2000, 2004, 2007
- Kakkonen: 1

KuPS: 1998